# Different World
"Different World" (em português:  Mundo diferente) é uma canção do décimo quarto álbum da banda britânica de heavy metal Iron Maiden, intitulado A Matter of Life and Death. Lançada como trigésimo quinto single da banda e segundo do álbum, a canção atingiu a terceira posição no UK Singles Chart. A letra da canção fala sobre um novo mundo que não é o ideal para seu protagonista. A música é bem pesada, retornando ao estilo da banda da década de 1980.
A música foi, segundo a banda, um tributo a Thin Lizzy devido às baixas melodias cantadas por Bruce Dickinson que lembram as que Phil Lynott cantava.
A canção é tocada no jogo de video game Tony Hawk's Downhill Jam.
A banda de tributo ao Iron Maiden apenas com integrantes femininos, The Iron Maidens, gravou uma versão acústica desta música em seu EP The Root of all Evil

## Videoclipe
Dois clipes da música foram lançados, o primeiro mostra uma animação do Bruce Dickinson observando robôs trabalhando numa indústria organizando tubos de ensaio, um desses tubos tem um conteúdo roxo, então Bruce pega esse tubo e começa a correr. Os robôs o perseguem Bruce numa alta passarela, até que ele cai e pousa num dirigível, lá um robô o pega e acaba caindo. Bruce corre a uma mulher que lhe mostra uma visão diferente do mundo, onde um Bruce jovem joga o tubo na câmera. Então aparece um Eddie gigante destruíndo a cidade, depois esse mesmo Eddie aparece segurando o planeta e o video termina com o planeta sendo atirado em direção à tela.
O segundo clipe mostra a banda tocando a música no estúdio Sarm Studios em Londres.

## Lista de Reprodução
CD de single dos Estados Unidos
1. "Different World" (Adrian Smith, Steve Harris) - 4:15
2. "Hallowed Be Thy Name (Radio 1 'Legends' Session)" (Harris) - 7:13
3. "The Trooper (Radio 1 'Legends' Session)" (Harris) – 3:56

Single digital
A entrevista com Steve Harris está apenas disponível se fosse encomendada antes de 26 de dezembro de 2006 através do site oficial da banda.
1. "Different World" (Gravado ao vivo em Aalborg na turnê A Matter of Life and Death, em 9 de novembro de 2006) (Smith, Harris) – 4:15
2. Entrevista com Steve Harris em A Matter of Life and Death – 10:38

CD de single europeu
1. "Different World" (Smith, Harris) – 4:15
2. "Iron Maiden" (Gravada ao vivo em Copenhague na turnê A Matter of Life and Death, em 10 de novembro de 2006) (Harris) – 5:40

DVD do single europeu
1. "Different World" (Smith, Harris) – 4:15
2. "The Reincarnation of Benjamin Breeg" (Gravado ao vivo em Copenhague na turnê A Matter of Life and Death, em 10 de novembro de 2006) (Dave Murray, Harris) – 7:44
3. "Hocus Pocus" (Cover da banda Focus) – 5:33

## Créditos
- Bruce Dickinson – vocais
- Dave Murray – guitarra
- Janick Gers – guitarra
- Adrian Smith – guitarra, vocais de fundo
- Steve Harris – baixo, vocais de fundo
- Nicko McBrain – bateria

## Posição nas paradas
| Parada (2006)                        | Maior posição |
| ------------------------------------ | ------------- |
| Finnish Singles Chart                | 1             |
| UK Singles Chart                     | 3             |
| Billboard Hot Mainstream Rock Tracks | 8             |